# Andrée Barrette
Andrée Barrette es una deportista canadiense que compitió en judo. Ganó una medalla de oro en el Campeonato Panamericano de Judo de 1980, en la categoría de –73 kg.

## Palmarés internacional
| Campeonato Panamericano | Campeonato Panamericano       | Campeonato Panamericano | Campeonato Panamericano |
| Año                     | Lugar                         | Medalla                 | Categoría               |
| ----------------------- | ----------------------------- | ----------------------- | ----------------------- |
| 1980                    | Isla de Margarita (Venezuela) | Medalla de oro          | –73 kg                  |